# Streets...
Streets... es el séptimo álbum de estudio del cantautor inglés Ralph McTell. Fue publicado el 30 de enero de 1975 a través de Warner Bros. Records.

## Antecedentes, grabación y contenido
Durante 1967, McTell firmó un contrato con Transatlantic Records y a finales de año estaba grabando su primer álbum. Arreglado por Tony Visconti y producido por Gus Dudgeon, el álbum, Eight Frames a Second, se lanzó a principios de 1968. Llamó la atención de la BBC y apareció en programas de radio como Country Meets Folk en agosto y Top Gear de John Peel. Su segundo álbum Spiral Staircase, grabado para Transatlantic a finales de 1968, incluyó la versión original de «Streets of London», que fue grabada en una sola toma por McTell usando una guitarra. McTell volvió a grabar «Streets of London» con el bajista Rod Clements y los coristas The Goldrushers. Lanzada como sencillo el 7 de diciembre de 1974, se posicionó en el número 2 en la segunda semana de 1975 en Record Mirror, se convirtió en un éxito de ventas de 250 000 copias, y Ralph McTell ganó el premio Ivor Novello.
El resto de canciones de Streets... se grabaron en dos estudios de Londres, Inglaterra: Nova Sound y AIR Studios. El propio McTell produjo el álbum mientras que Richard Dodd, Stephen Allan, y Peter Swettenham se desempeñaron como ingenieros de audio. Una vez completas las sesiones de grabación, Swettenham mezcló el álbum en AIR Studios junto con McTell. Streets... contenía once temas. Todas las canciones del álbum fueron escritas por McTell, excepto la pista tradicional «Red Apple Juice». Los músicos de sesión incluían al percusionista Danny Lane, al bajista Dave Pegg, y al multiinstrumentista Mike Piggott. Además de proporcionar coros en la canción que da nombre al álbum, The Goldrushers aportó con armonías en tres canciones.

## Promoción
Para promocionar el álbum, Ralph McTell se embarcó en una gira musical de 6 días en el Reino Unido.
| Fecha                 | Ciudad     | País       | Recinto                   |
| --------------------- | ---------- | ---------- | ------------------------- |
| Europa                |            |            |                           |
| 22 de febrero de 1975 | Exeter     | Inglaterra | Universidad de Exeter     |
| 23 de febrero de 1975 | Plymouth   | Inglaterra | Plymouth Guildhall        |
| 24 de febrero de 1975 | Redruth    | Inglaterra | The Regal Theatre         |
| 25 de febrero de 1975 | Cardiff    | Galés      | Universidad de Cardiff    |
| 26 de febrero de 1975 | Nottingham | Inglaterra | Universidad de Nottingham |
| 28 de febrero de 1975 | Oxford     | Inglaterra | Oxford New Theatre        |

## Recepción de la crítica
Un escritor no especificado de Music Week lo consideró “un buen disco de canciones agradables, pero puede resultar un poco decepcionante”, y añadió: “A pesar de que su voz ha ganado mucha fuerza y un timbre considerable últimamente, su escritura y su forma de tocar la guitarra son mucho menos emocionantes que en los días en que escribió Streets”. Jan Iles, escritor de Record Mirror, lo llamó “una pieza de entretenimiento impecable que no puede dejar de complacer a todos”. Iles añadió que las canciones más ocultas, “aunque no tan hipnóticas, tienen una especie de encanto inquietante propio”.

## Lista de canciones
Todas las canciones escritas y compuestas por Ralph McTell, excepto donde esta anotado. 
Lado uno
1. «Streets of London» – 4:24
2. «You Make Me Feel Good» – 3:20
3. «Grande Affaire» – 3:40
4. «Seeds of Heaven» – 3:15
5. «El Progresso» – 3:37

Lado dos
1. «Red Apple Juice» (tradicional) – 4:20
2. «Heron Song» – 3:30
3. «Pity the Boy» – 3:35
4. «Interest on the Loan» – 3:13
5. «Jenny Taylor/Je N'Etais Lá» – 3:40
6. «Lunar Lullaby» – 3:20

## Créditos y personal
Créditos adaptados desde las notas de álbum de Streets...
Personal técnico
- Ralph McTell – productor, mezclas
- Richard Dodd – ingeniero de audio
- Stephen Allan – ingeniero de audio
- Peter Swettenham – ingeniero de audio, mezclas
- Peter Henderson – operador de cinta
- Harry Moss – masterización
- Roy Cuthbert – fotografía
- Graves Aslett – diseño

## Posicionamiento
| Gráfica (1975)                            | Pico de posición |
| ----------------------------------------- | ---------------- |
| Australia (Kent Music Report)             | 90               |
| Reino Unido (Record Mirror Top 50 Albums) | 13               |

## Certificaciones y ventas
| País                                                     | Certificación | Ventas   |
| -------------------------------------------------------- | ------------- | -------- |
| Reino Unido (BPI)                                        | Plata         | 100 000* |
| *cifras de ventas basadas únicamente en la certificación |               |          |